# Station Yamato-Saidaiji
Station Yamato-Saidaiji (Japans: 大和西大寺駅; Yamato Saidaiji-eki) is een spoorwegstation in de Japanse stad Nara aan de Naralijn, Kiotolijn en Kashiharalijn van spoorvervoerder Kintetsu. Het station heeft zes sporen aan drie eilandperrons, onderling verbonden door middel van een overdekte loopbrug.

## Lijnen
De volgende lijnen doen het station aan:
| 1, 2    | ■ Nara-lijn      | richting Nara                                                |
| 1, 2    | ■ Kashihara-lijn | richting Tenri, Yamato-Yagi, Kashiharajingu-mae en Ise-Shima |
| 3, 4, 5 | ■ Naralijn       | richting Namba, Fuse, Amagasaki en Kobe Sannomiya            |
| 3, 4, 5 | ■ Kioto-lijn     | richting Kioto en Tambabashi                                 |
| 6       | ■ Kashihara-lijn | richting Tenri, Yamato-Yagi en Kashiharajingu-mae            |
| 6       | ■ Nara-lijn      | Stoptreinen en sneltreinen richting Ōsaka Namba              |

Alle treinsoorten (stoptreinen, sneltreinen, etc.) stoppen op dit station; de Kanko Limited Express (Aoniyoshi) echter alleen in de spitsrichting. Ook de Shimakaze (Sightseeing Express), gereden met een Kintetsu 50000-panoramatrein, stopt op dit station.

## Sporenplan
Het sporenplan van het station ziet er als volgt uit:
Tot 1987 waren er slechts 5 sporen aan 2 eilandperrons en 1 zijperron (spoor 5). In 1987 werd op de plaats van spoor 5 een derde eilandperron toegevoegd met - naast spoor 5 - een nieuw spoor 6.

## Faciliteiten
De stationshal beschikt over de volgende faciliteiten:
- Controlepoortjes
- Kaartautomaten
- Loketten[4]
- Stationsbeheerdersbalie[5]

## Geschiedenis

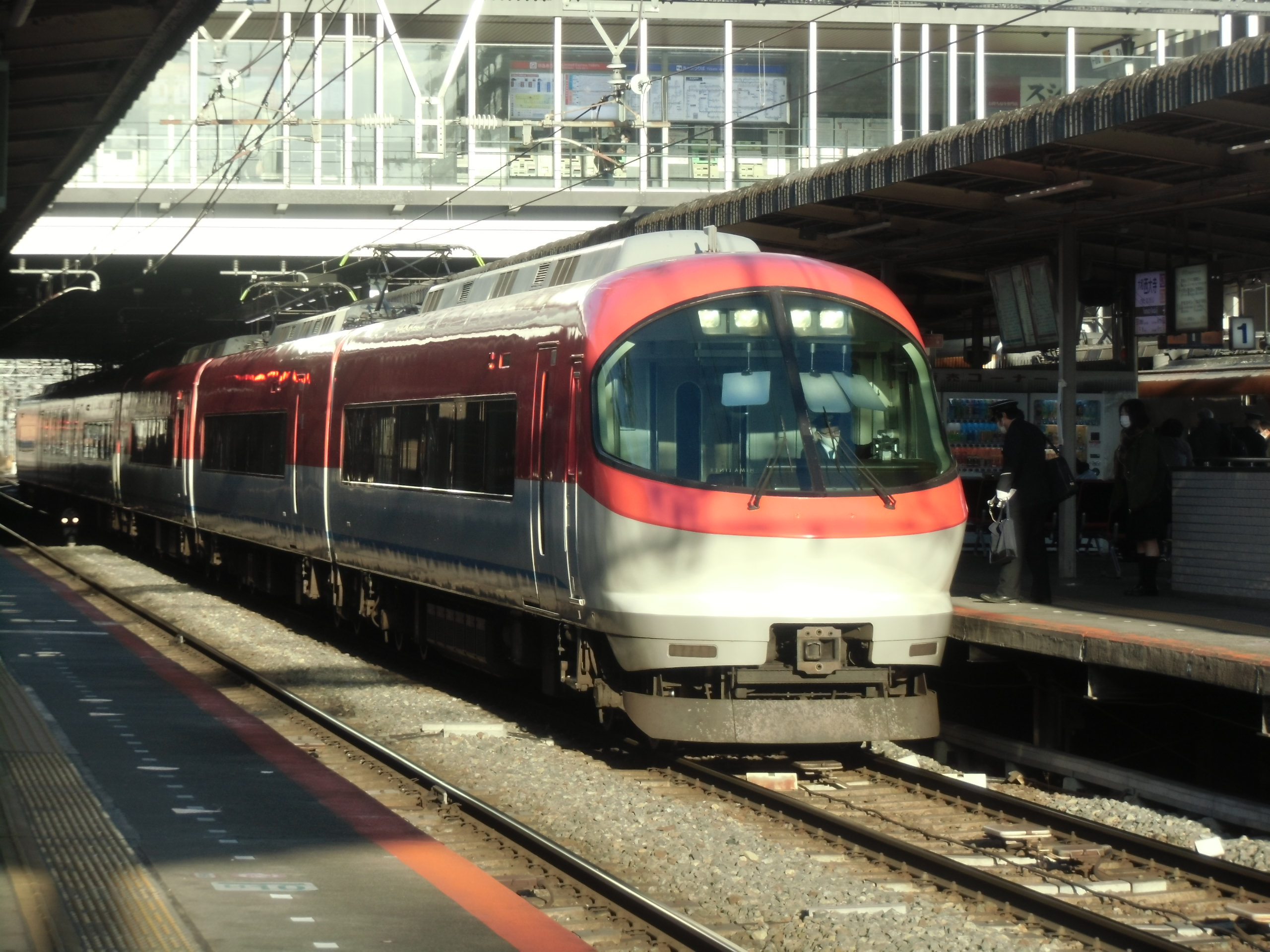
Kintetsu 23000-trein op het station

Het station werd op 30 april 1914 geopend door de Osaka Electric Railway onder de naam Saidaiji. In de begindagen was het slechts een klein station waar alleen korte treinen stopten. Op 9 oktober 1920 werd gestart met goederenvervoer van en naar het station. In 1926 werd een onderstation nabij het station gebouwd, wat in 1940 en 1963 (op een nieuwe locatie) werd vergroot.
In december 1932 werd de naam gewijzigd in Daiki-Saidaiji. In 1941 kreeg het station zijn huidige naam.
Op 23 december 1970 werd een nieuw stationsgebouw geopend, met een winkelcentrum op de begane grond en woningen erboven. Op 5 juli 1975 werd een grote fietsenstalling geopend.
Tussen eind 1980 en begin 1990 werd het huidige stationsgebouw gebouwd. Ook werd een derde eilandperron toegevoegd, waardoor perron 5 geen zijperron meer was.
Op 11 september 2009 opende het winkelcentrum Time's Place Saidaij op de tweede verdieping van het stationsgebouw. Er zijn in totaal 32 winkels en restaurants gevestigd. Ook is er een filiaal van supermarktketen FamilyMart gevestigd. Daarnaast werden er liften geplaatst, zowel van en naar het winkelcentrum als van en naar de perrons. De bouw van het winkelcentrum kostte in totaal 3 miljoen yen. Het winkelcentrum kan worden bereikt zonder door de controlepoortjes te hoeven gaan.
Op 19 april 2019 werd een vrije doorgang in het stationsgebouw geopend, zodat passanten niet meer bij de controlepoortjes hoeven in- en uit te checken of via de overweg het spoor hoeven over te steken om de andere kant van de stad te bereiken. Op 1 april 2021 werd het stationsplein aan de zuidzijde van het station geopend.

## Bussen

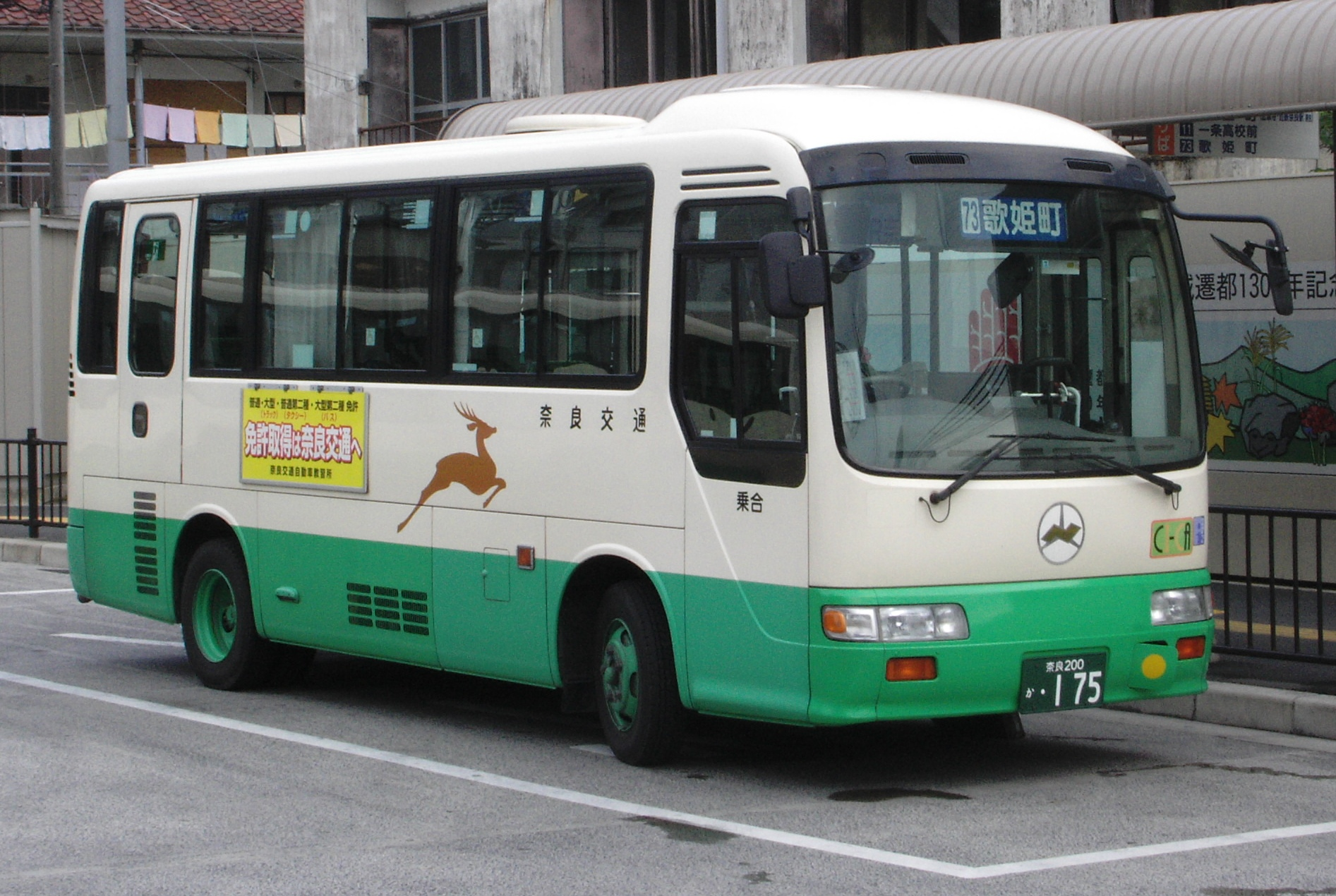
Bus van Nara Kotsu bij het station (2007)

Er liggen bushaltes aan weerszijden van het station (noord- en zuidzijde). Vóór 1 april 2021 lag er alleen een bushalte aan de noordzijde. Nagenoeg alle buslijnen worden gereden door Nara Kotsu.
- De bushalte aan de noordzijde wordt aangedaan door onder meer buslijnen 11, 12, 14, 72 en 73 van Nara Kotsu;
- De bushalte aan de zuidzijde wordt aangedaan door onder meer buslijnen 160 en 161 van Nara Kotsu, en een snelbusdienst naar Luchthaven Itami die door zowel Nara Kotsu als Hankyu Kanko wordt gereden.[19][20]

Tijdens evenementen in het Heijō-paleis vertrekken er vanaf de zuidzijde tevens gratis pendelbussen naar het paleis.

## Stationsomgeving

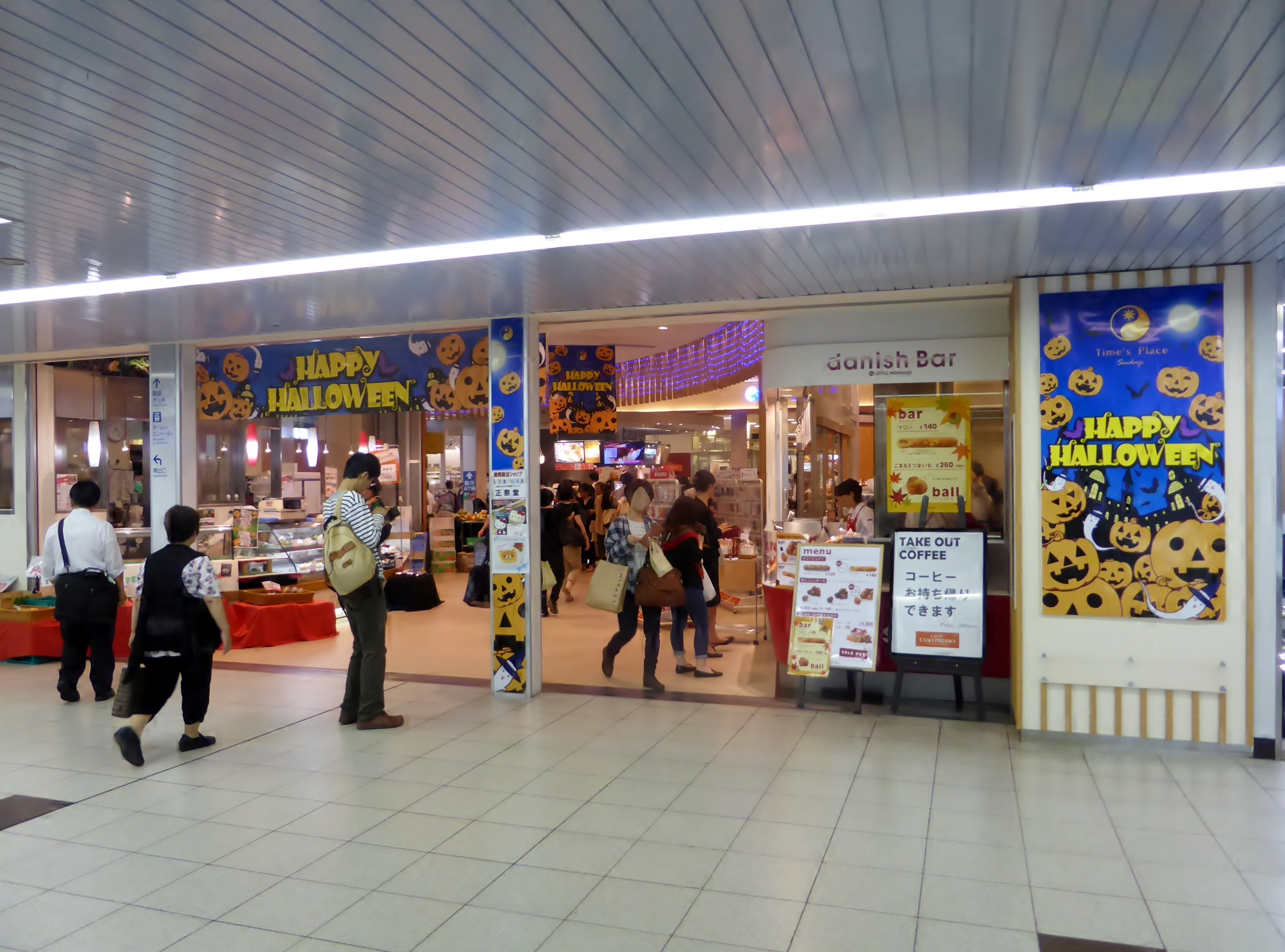
Winkelcentrum Time's Place Saidaij in het station

- NaRaFamily
  - Kintetsu Department Store Nara
  - ÆON Nara
- Sanwa City Saidaiji
- Akishino-dera
- Heijō Palace
- Winkelcentrum Kintetsu Saidaiji
- Winkelcentrum Saidaiji Daini
- Winkelcentrum Time's Place Saidaij
- Saidaiji-politiebureau
- Kintetsu Saidaiji-inspectiedepot

## Incidenten
Op 8 juli 2022 werd de voormalige Japanse minister-president Shinzo Abe tijdens een verkiezingsbijeenkomst bij de uitgang aan de noordzijde van het station om het leven gebracht.

## Galerij

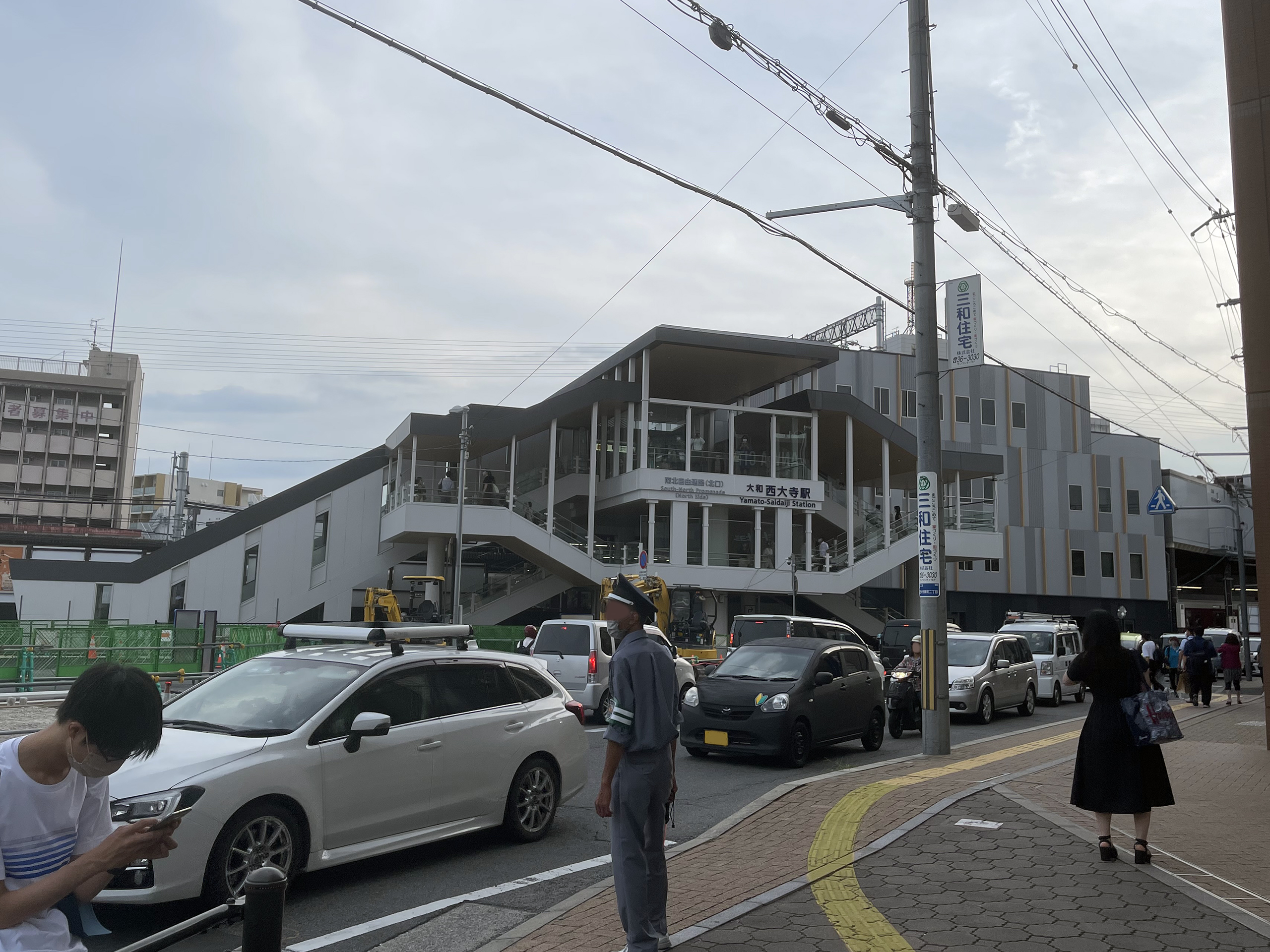
Ingang noordzijde
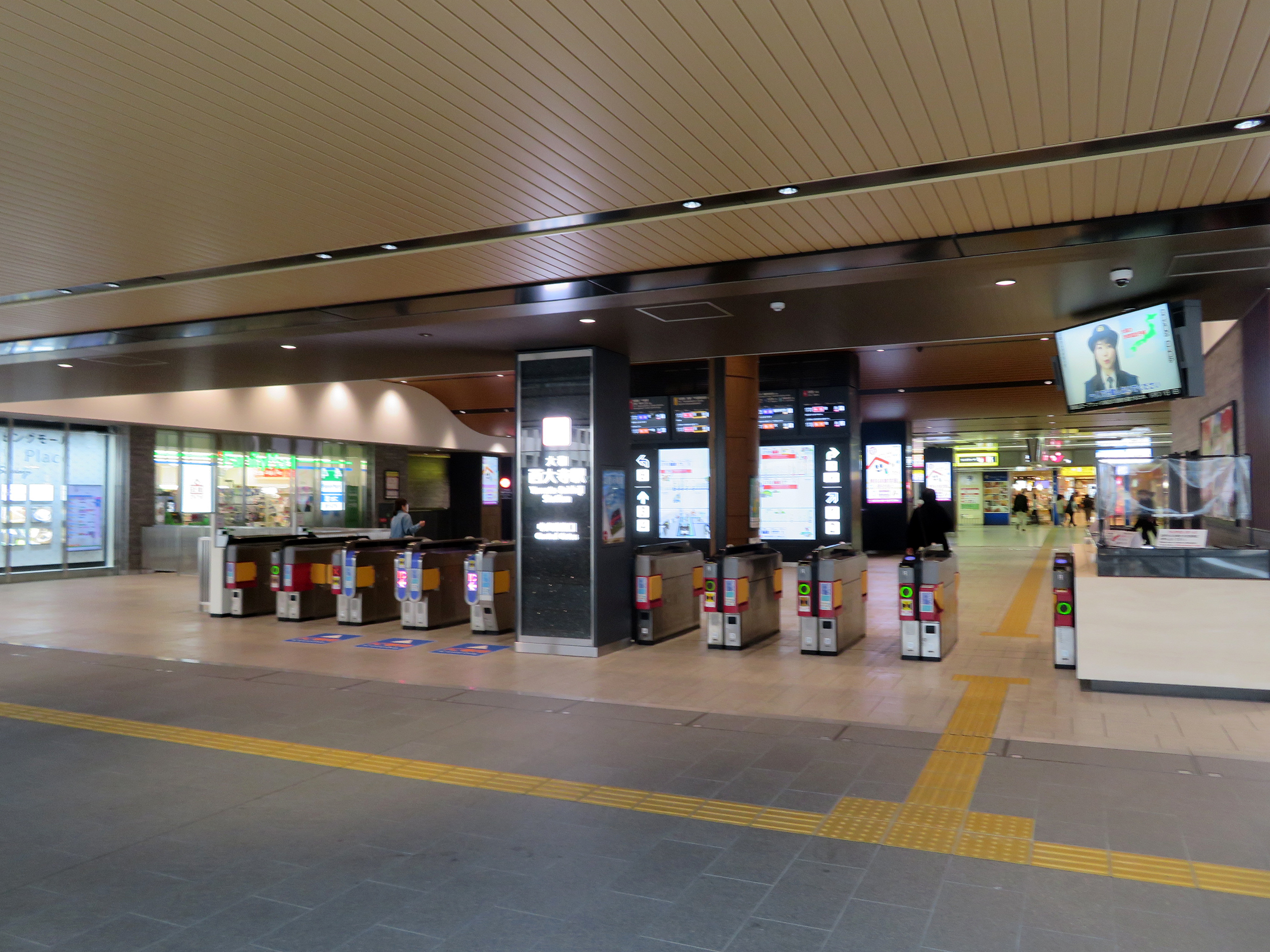
Stationshal met controlepoortjes
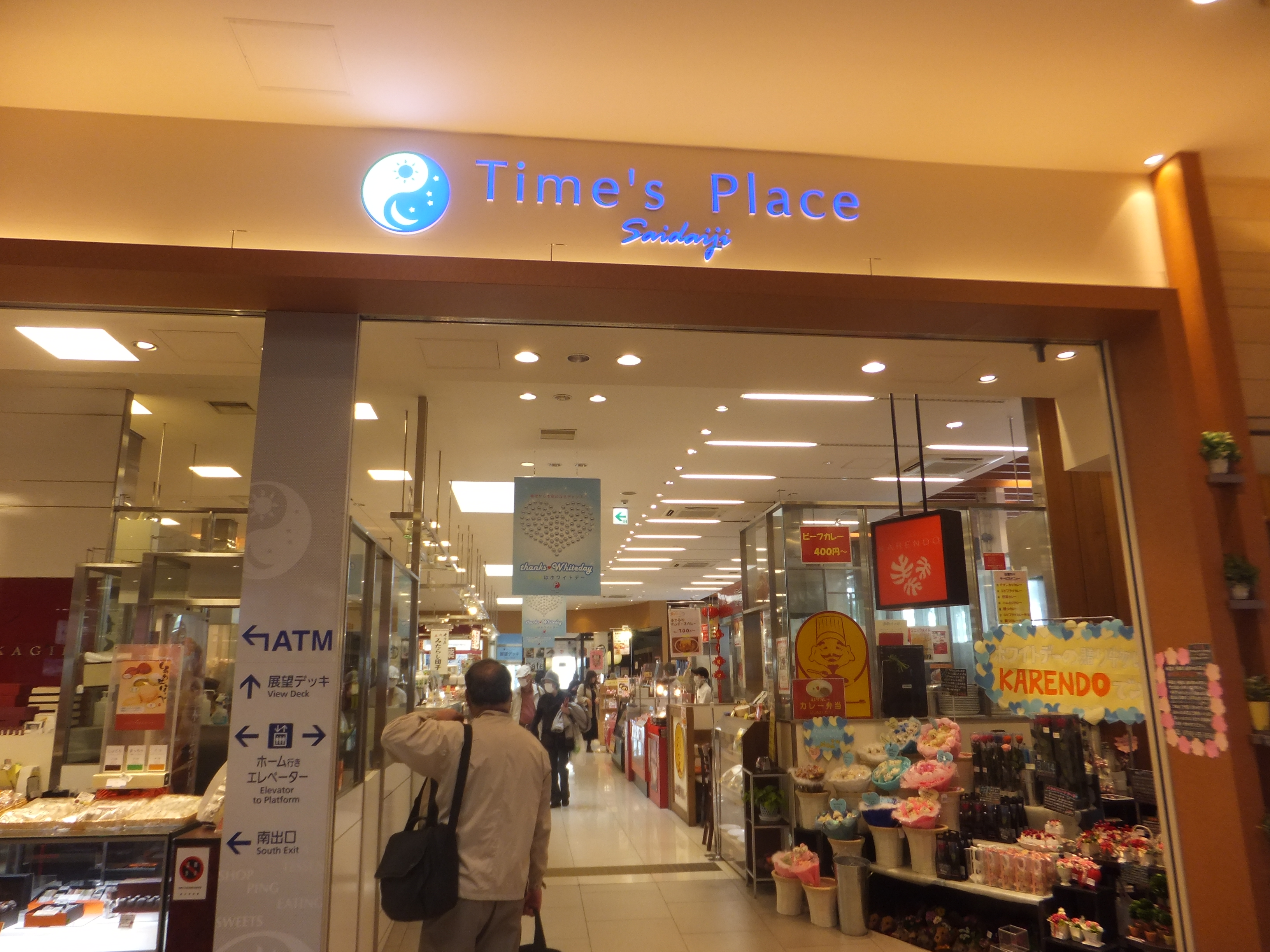
Winkelcentrum Time's Place Saidaij op de tweede verdieping
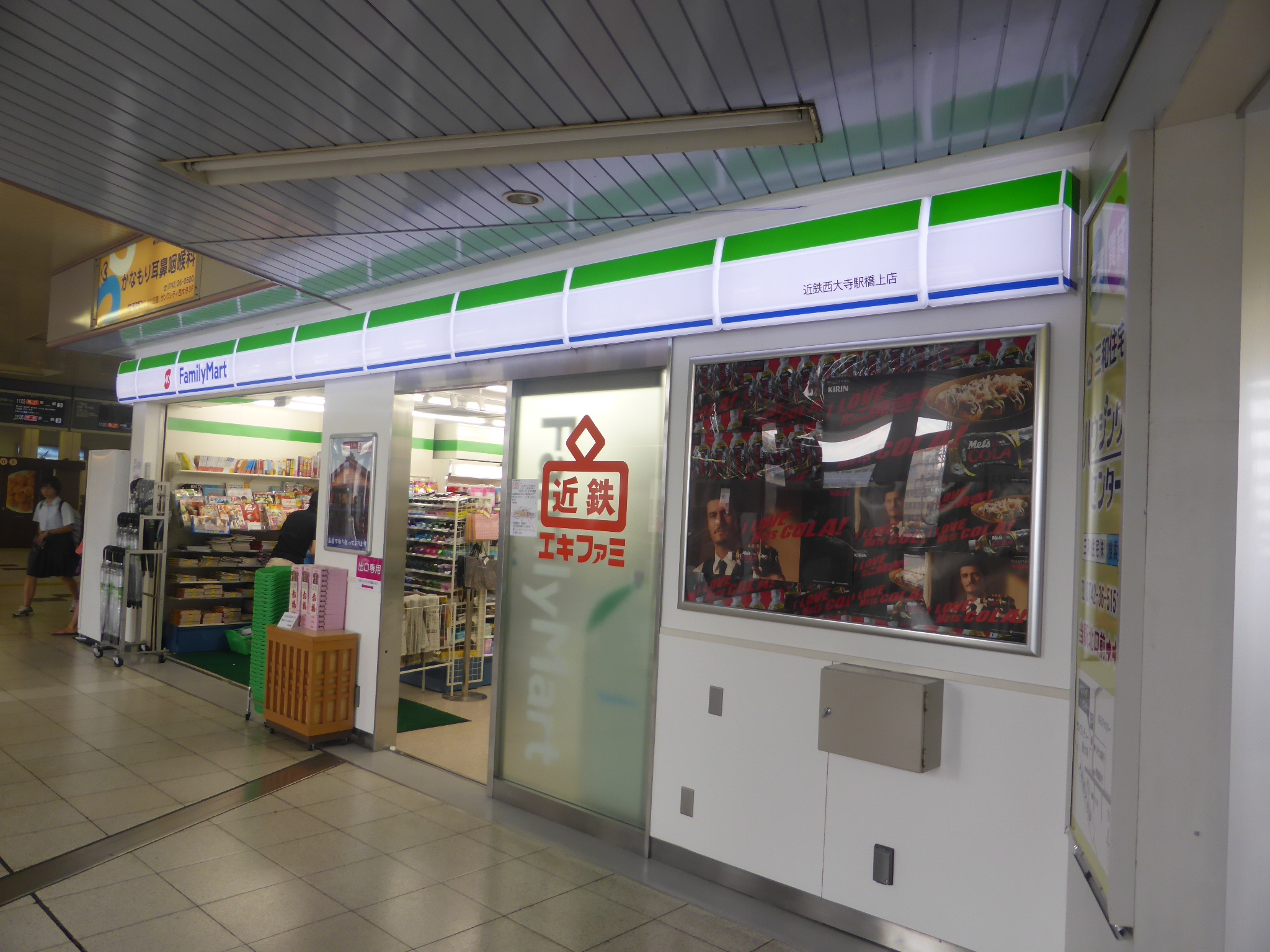
Filiaal van FamilyMart in Time's Place Saidaij
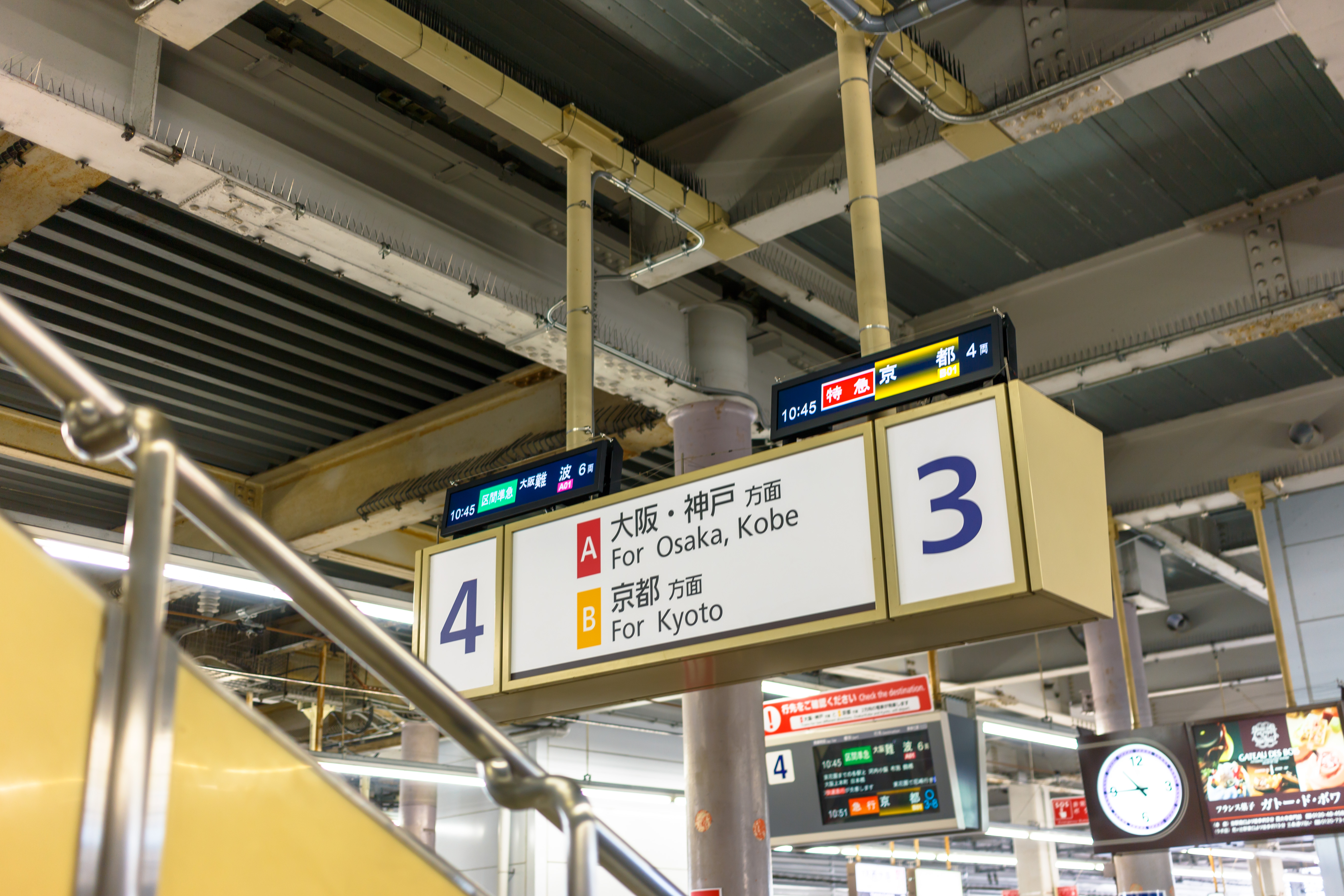
Spoor 3 en 4
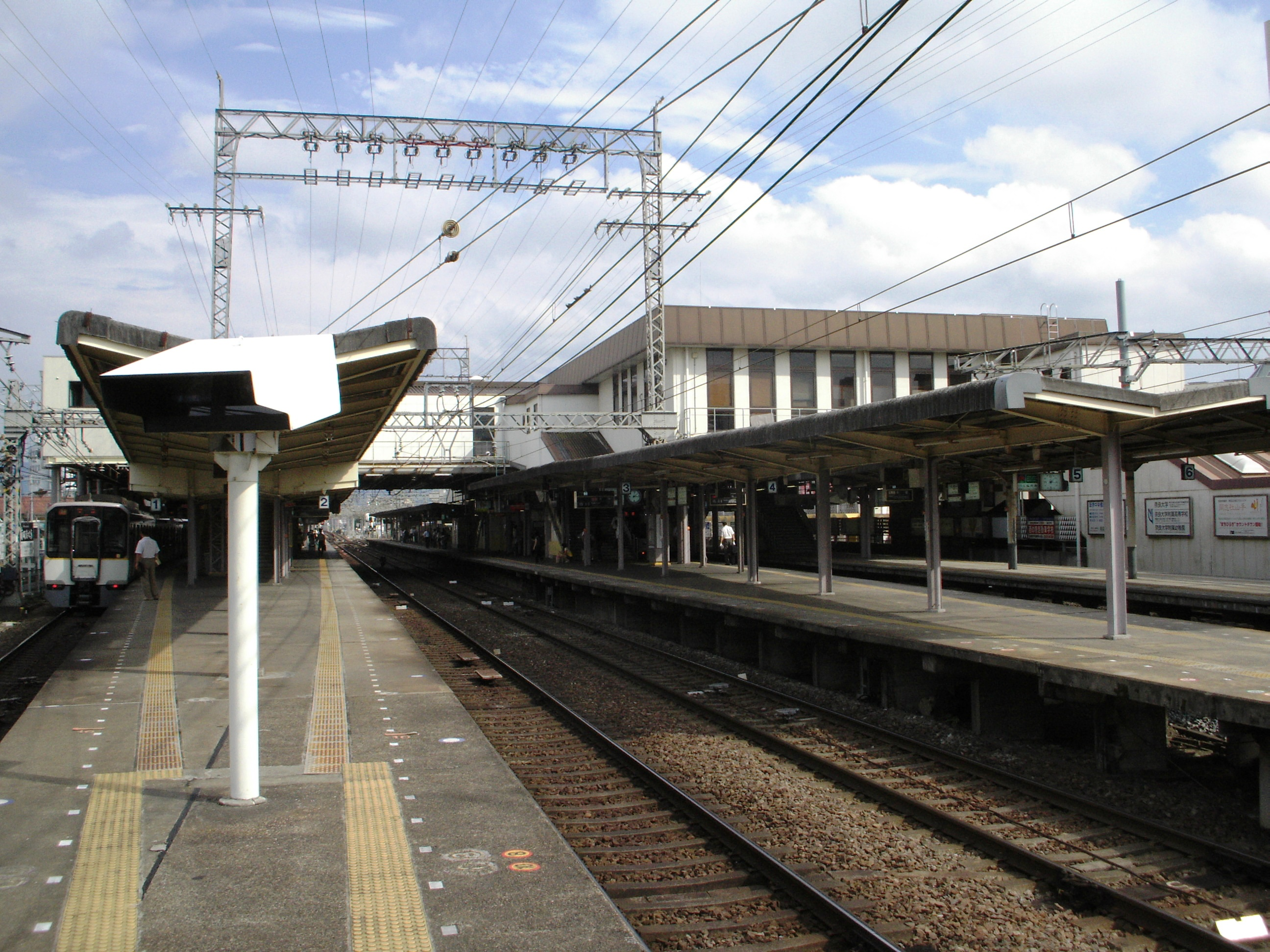
Blik op de perrons
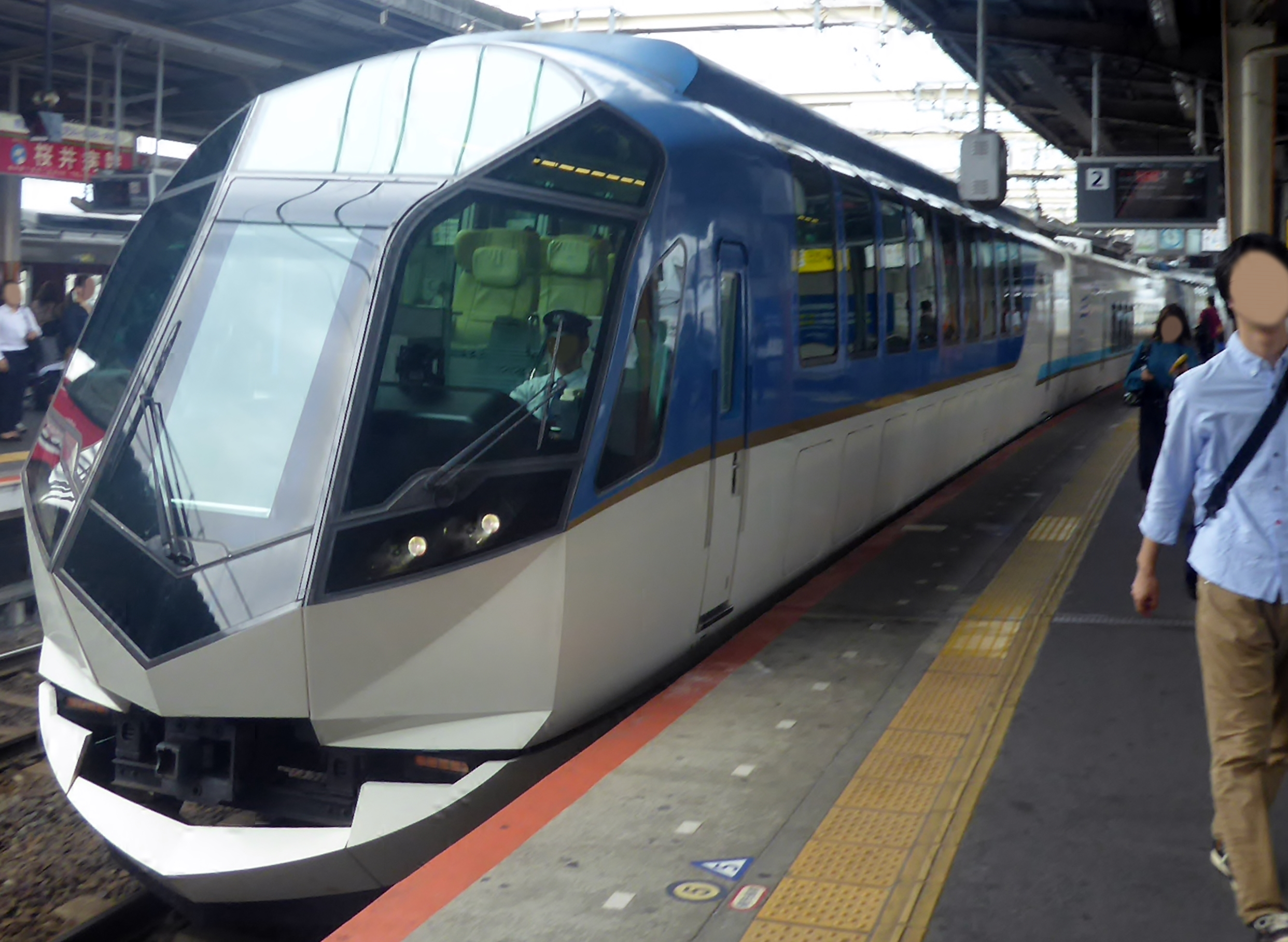
De Shimakaze (Sightseeing Express) op het station
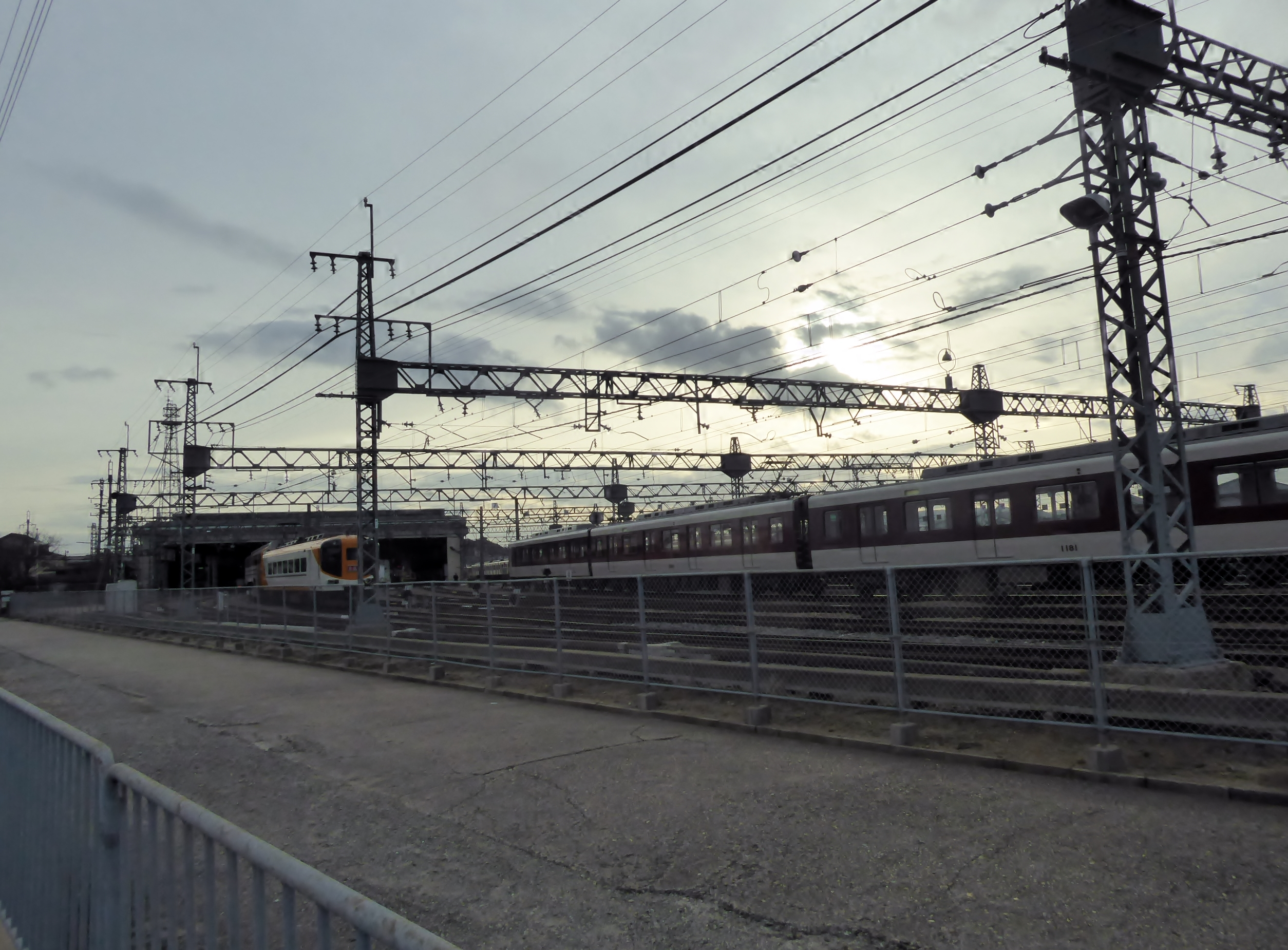
Kintetsu Saidaiji-inspectiedepot nabij het station